# Jefferson Baiano
Jefferson Silva dos Santos, meglio noto come Jefferson Baiano (Salvador, 10 maggio 1995), è un calciatore brasiliano, attaccante del Fluminense de Feira.

## Carriera
Il 3 gennaio 2022 viene acquistato dalla squadra vietnamita dell'HAGL.

## Statistiche

### Presenze e reti nei club
Statistiche aggiornate al 23 aprile 2022.
| Stagione        | Squadra             | Campionato      | Campionato | Campionato | Coppe nazionali | Coppe nazionali | Coppe nazionali | Coppe continentali | Coppe continentali | Coppe continentali | Altre coppe | Altre coppe | Altre coppe | Totale | Totale |
| Stagione        | Squadra             | Comp            | Pres       | Reti       | Comp            | Pres            | Reti            | Comp               | Pres               | Reti               | Comp        | Pres        | Reti        | Pres   | Reti   |
| --------------- | ------------------- | --------------- | ---------- | ---------- | --------------- | --------------- | --------------- | ------------------ | ------------------ | ------------------ | ----------- | ----------- | ----------- | ------ | ------ |
| 2014            | Galícia             | PD/BA           | 3          | 1          |                 | -               | -               |                    | -                  | -                  |             | -           | -           | 3      | 1      |
| gen.-mar. 2016  | Vitória das Tabocas | A1/PE           | 14         | 5          |                 | -               | -               |                    | -                  | -                  |             | -           | -           | 14     | 5      |
| mar.-mag. 2016  | Santa Rita          | PD/AL           | 5          | 1          |                 | -               | -               |                    | -                  | -                  |             | -           | -           | 5      | 1      |
| mag.-giu. 2016  | ASA                 | C               | 5          | 1          |                 | -               | -               |                    | -                  | -                  |             | -           | -           | 5      | 1      |
| lug.-nov. 2016  | Bragantino          | B               | 2          | 0          | CB              | 1               | 0               |                    | -                  | -                  |             | -           | -           | 3      | 0      |
| gen.-mag. 2017  | ASA                 | PD/AL           | 12         | 2          | CB              | 1               | 0               |                    | -                  | -                  |             | -           | -           | 13     | 2      |
| giu.-ott. 2017  | Hercílio Luz        | SD/SC           | 17         | 5          |                 | -               | -               |                    | -                  | -                  |             | -           | -           | 17     | 5      |
| 2018            | Mito HollyHock      | J2              | 34         | 11         | CG              | 1               | 1               |                    | -                  | -                  |             | -           | -           | 35     | 12     |
| 2019            | Montedio Yamagata   | J2              | 35         | 7          | CG              | 1               | 0               |                    | -                  | -                  |             | -           | -           | 36     | 7      |
| 2020            | Bucheon FC 1995     | K2              | 11         | 1          | CCS             | 0               | 0               |                    | -                  | -                  |             | -           | -           | 11     | 1      |
| 2022            | HAGL                | V1              | 2          | 0          | CV              | ?               | ?               | ACL                | 3                  | 0                  |             | -           | -           | 5      | 0      |
| Totale carriera | Totale carriera     | Totale carriera | 140        | 34         |                 | 4               | 1               |                    | 3                  | 0                  |             | -           | -           | 318    | 15     |